# Limpertsberg

Limpertsberg in Luxemburg-Stadt

Der Limpertsberg (luxemburgisch Lampertsbiergⓘ) ist ein Stadtteil der Stadt Luxemburg. Im Jahr 2018 lebten 10.852 Menschen in dem Stadtteil, womit dieser an dritter Stelle aller Viertel der Stadt liegt. Die Fläche des Stadtteils beträgt 157 Hektar. Der Name rührt vom Mont-Saint-Lampert her, wie der Hügel genannt wurde.

## Geschichte
Zu Zeiten, als Luxemburg eine Festung war, lag der Limpertsberg außerhalb dieser Festung hinter dem Glacis, einem Teil der Festungsanlage.
Im Jahr 1755 wurde mit dem Bau der Nikolaus-Kirche auf dem Limpertsberg, also außerhalb der Stadtmauern, begonnen.
Sämtliche Glasfenster für die Kirche auf dem Limpertsberg schuf 1912 Otto Linnemann aus Frankfurt. Dargestellt wurden u. a.: 2 Szenen aus dem Leben des ägyptischen Josef, Maria Verkündigung, Geburt Christi, Flucht nach Ägypten, Josefs Tod, die Kreuzigung. Zahlreiche Skizzen und alte Fotos befinden sich im Linnemann-Archiv. Von Otto Linnemann sind auch die Glasfenster der Herz-Jesu Kirche in einem Wohnviertel der Stadt Luxemburg.
Nach dem Wiener Vertrag von 1867, durch den die Festungsanlage geschleift wurde, konnte sich die Stadt auch auf dem Limpertsberg ausdehnen. Es siedelten sich Rosenzüchtereien an, die ihre Blumen in alle Welt exportierten. Es gibt seit dem Jahr 2006 einen vom Luxemburg City Tourist Office beschriebenen Rundweg „Die Rosen vom Limpertsberg“.

## Limpertsberg heute
Heutzutage ist der Limpertsberg eine Mischzone mit Wohn- und Geschäftsgebäuden. Daneben gibt es zahlreiche Bildungseinrichtungen wie die Universität, das Lycée de garçons (LGL), das Lycée Robert Schuman, das Lycée des Arts et Métiers (im Volksmund „Handwiekerschol“), das Lycée Technique du Centre, der Lycée Michel Lucius International School und die Waldorfschule.
Auf dem Limpertsberg befindet sich die Mehrzweckhalle „Hall Victor Hugo“ und das Große Theater der Stadt.
Ebenfalls findet man einige Botschaften und Konsulate in diesem Stadtteil, z. B. die Amerikanische und die Spanische Botschaft (beide in der rue Emmanuel Servais) und das Kanadische Konsulat. Die Botschaft der Tschechischen und Zypern  in Luxemburg, die 2014 neu eröffnet wurde, befindet sich ebenfalls auf Limpertsberg.
Von Ende August bis Anfang September findet jährlich die städtische Kirmes „Schueberfouer“ auf dem Glacis-Parkplatz statt.

## Söhne und Töchter
- Simone Beissel (* 27. April 1953), luxemburgische Politikerin der Demokratesch Partei
- Jean Engling (* 13. Oktober 1801 in Christnach; † 13. März 1888 auf Luxemburg-Limpertsberg), luxemburgischer Theologe, Kaplan, Heimatforscher und Pädagoge
- Friedrich Wilhelm Voigt, bekannt als Hauptmann von Köpenick (* 13. Februar 1849 in Tilsit; † 3. Januar 1922 auf Luxemburg-Limpertsberg)
- André Reuter (* 27. Januar 1947), luxemburgischer Wirtschafts- und Informationswissenschaftler, Gründungsrektor der eufom University sowie der der ISEC Hochschule der Wirtschaft ISEC HdW

## Bilder

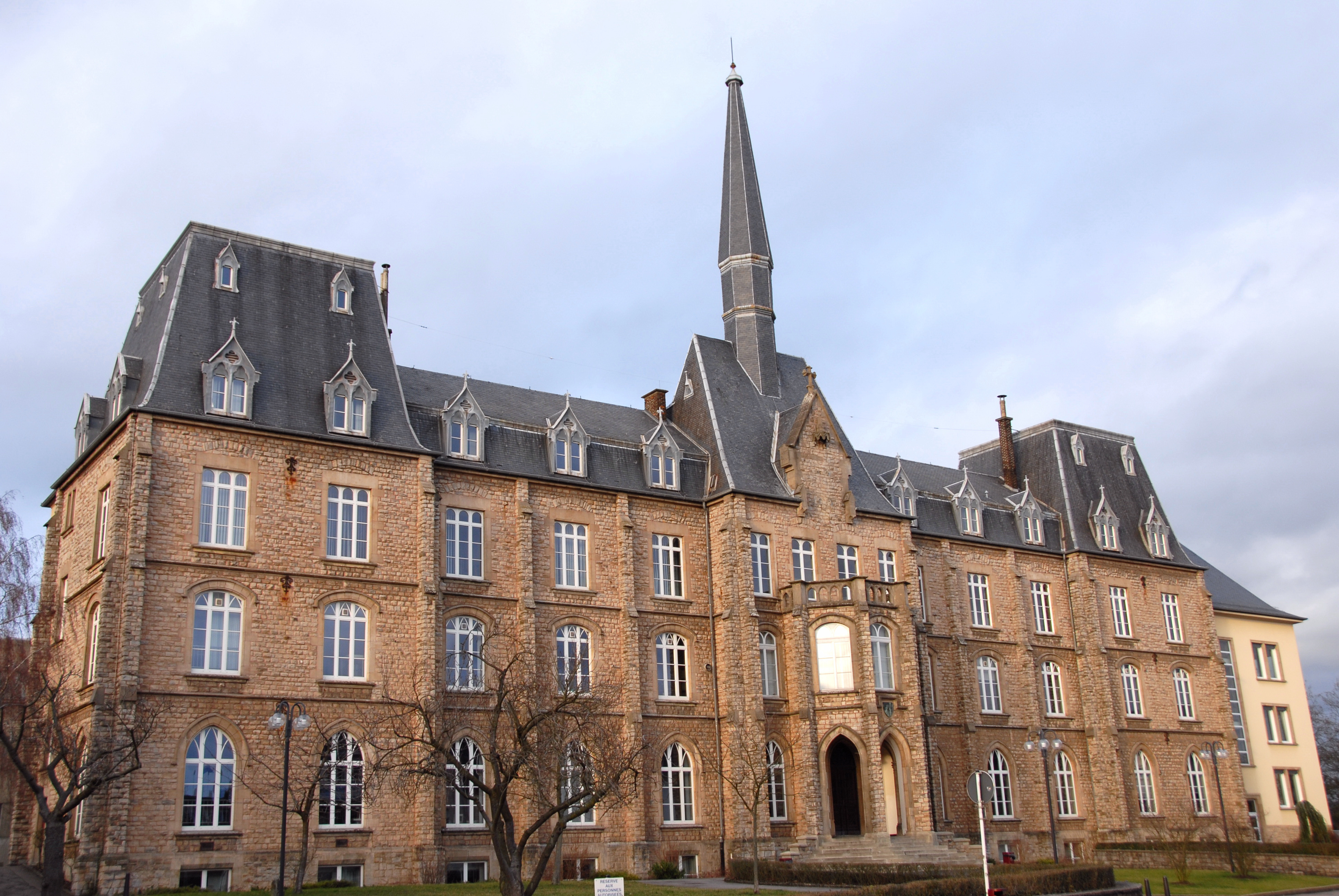
Lycée technique des Arts et Métiers
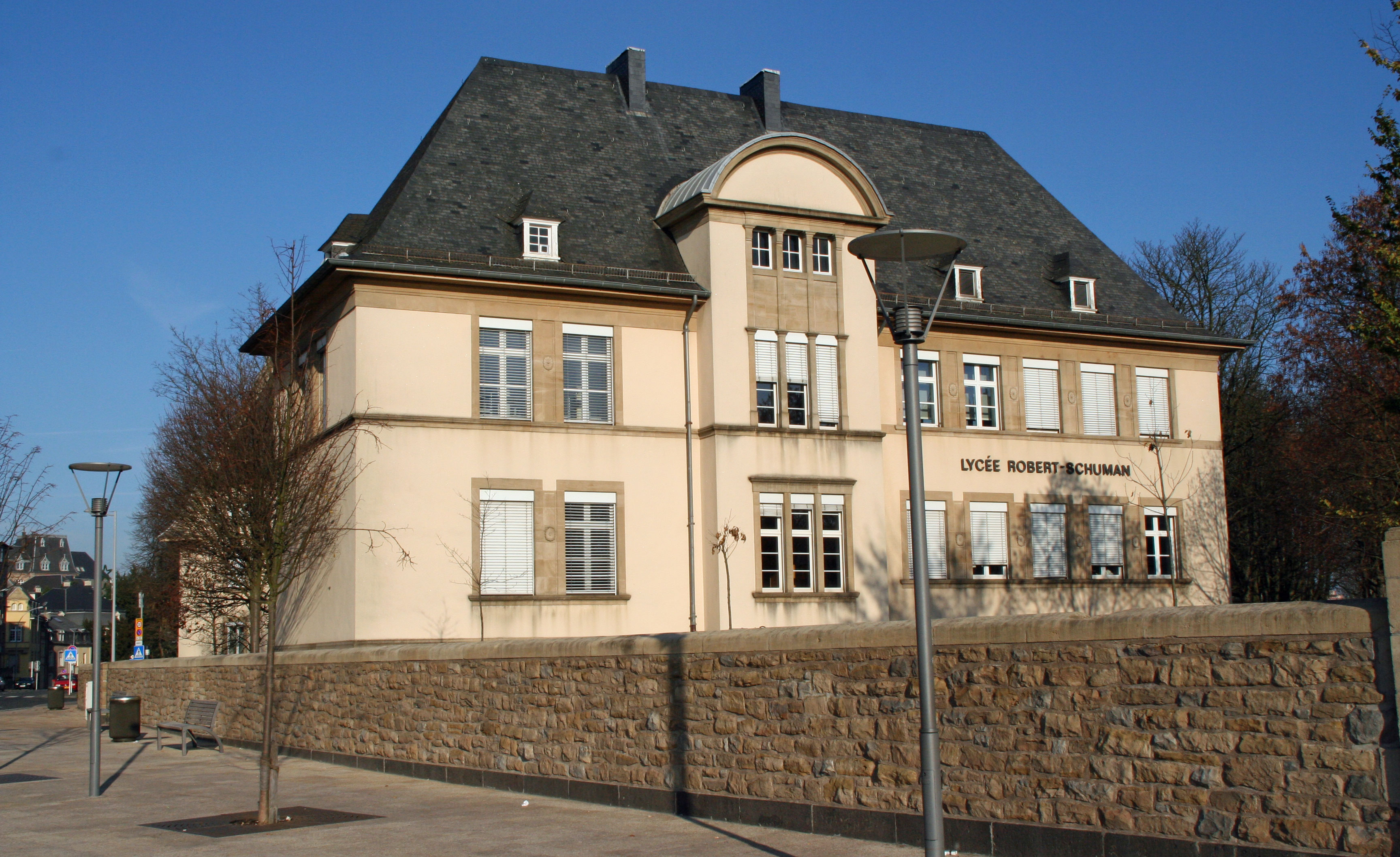
Lycée Robert Schuman
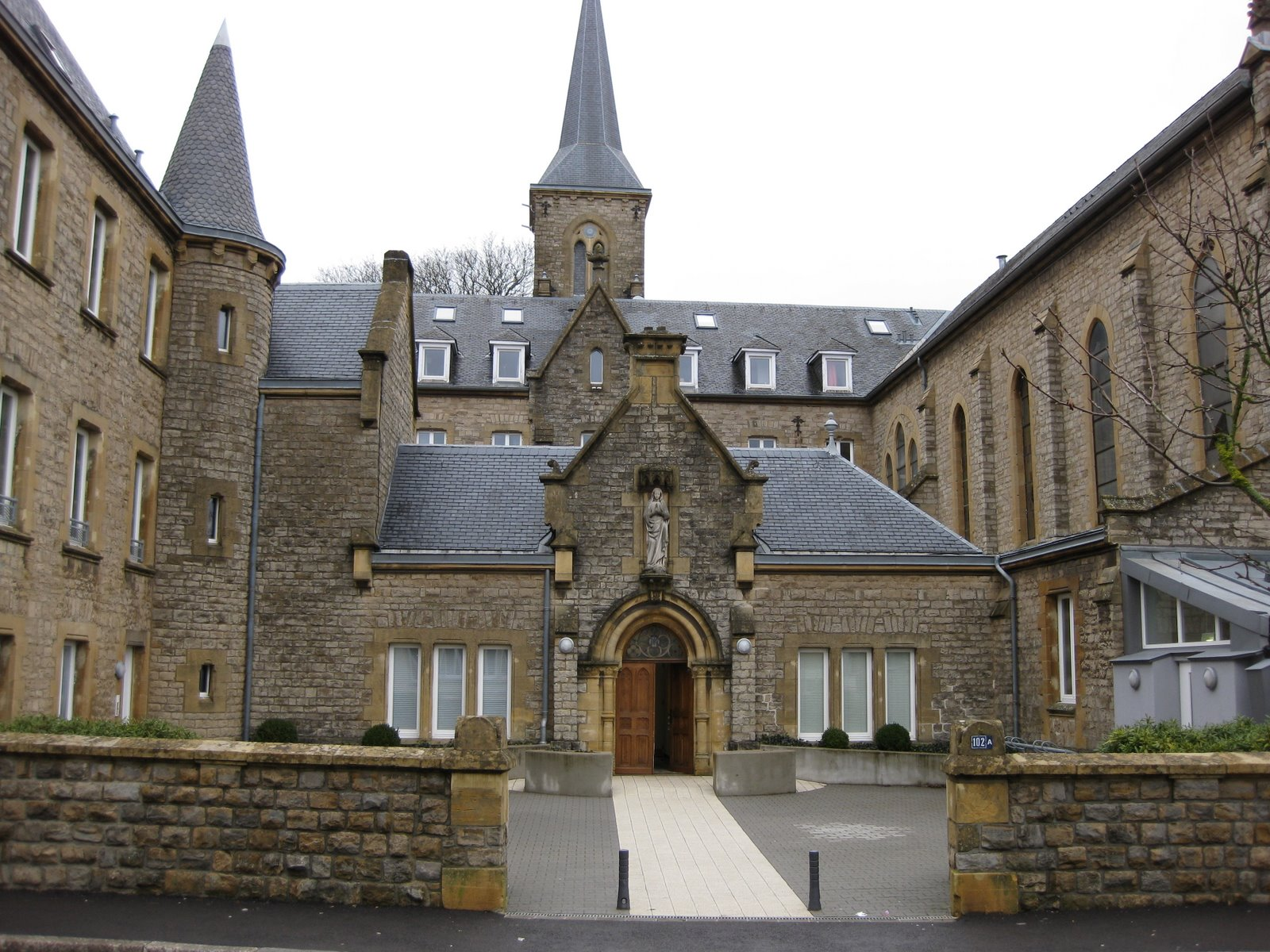
Résidence des Dominicaines
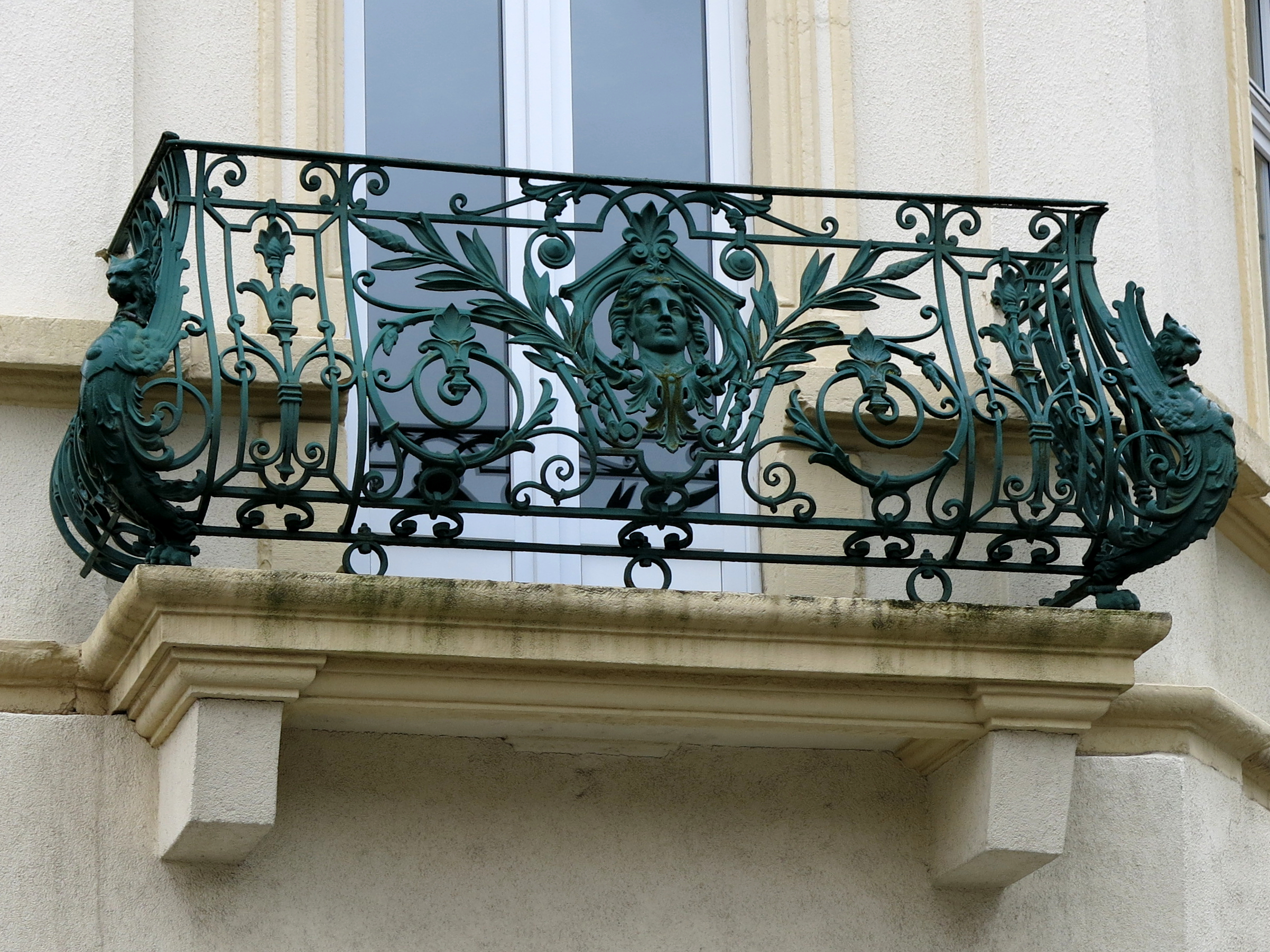
Balkon Ecke Henri VII Jean l’Aveugle Straße
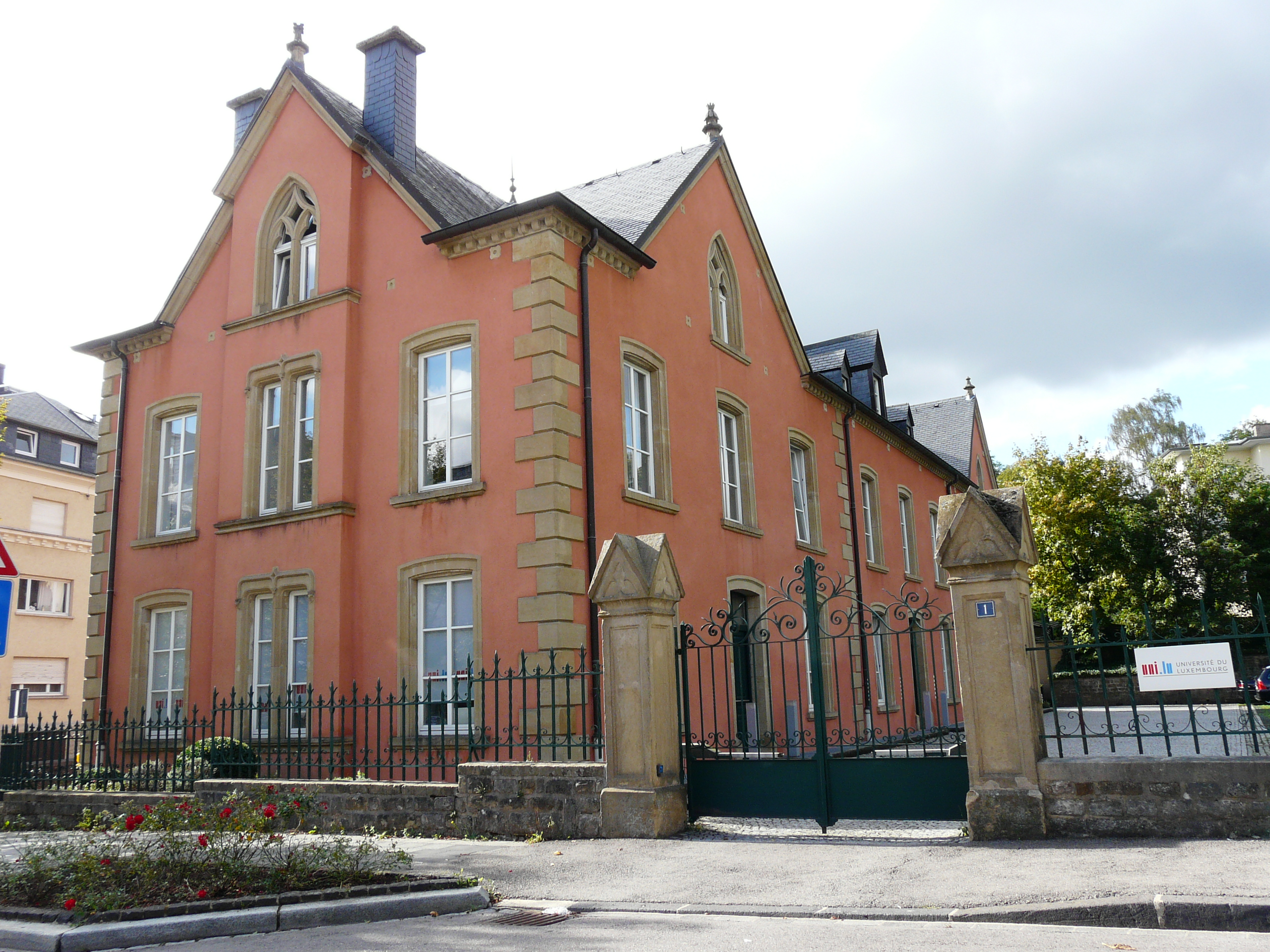
Nebengebäude der Uni-Verwaltung
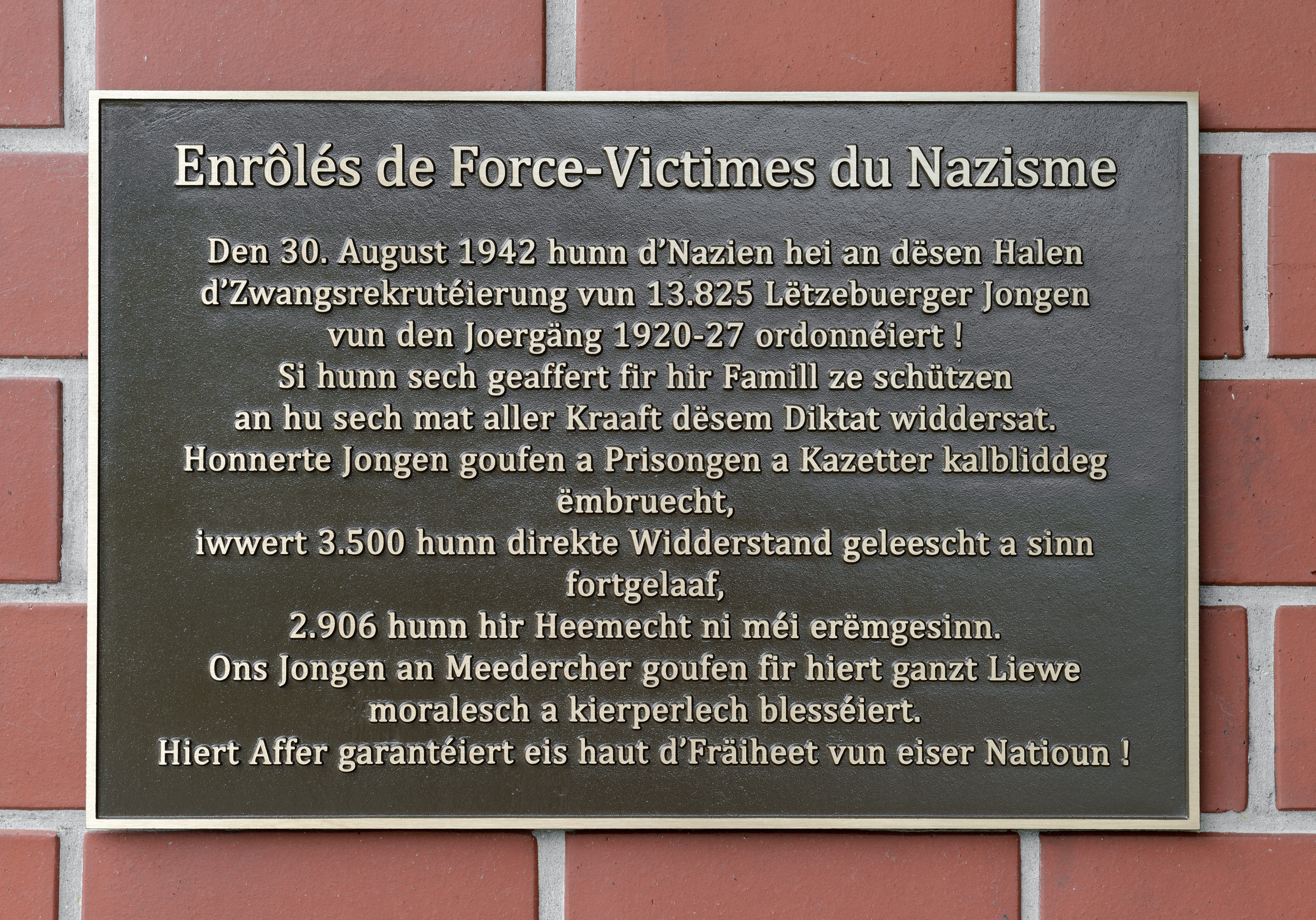
Mahnplakette für die Zwangsrekrutierten des Zweiten Weltkriegs
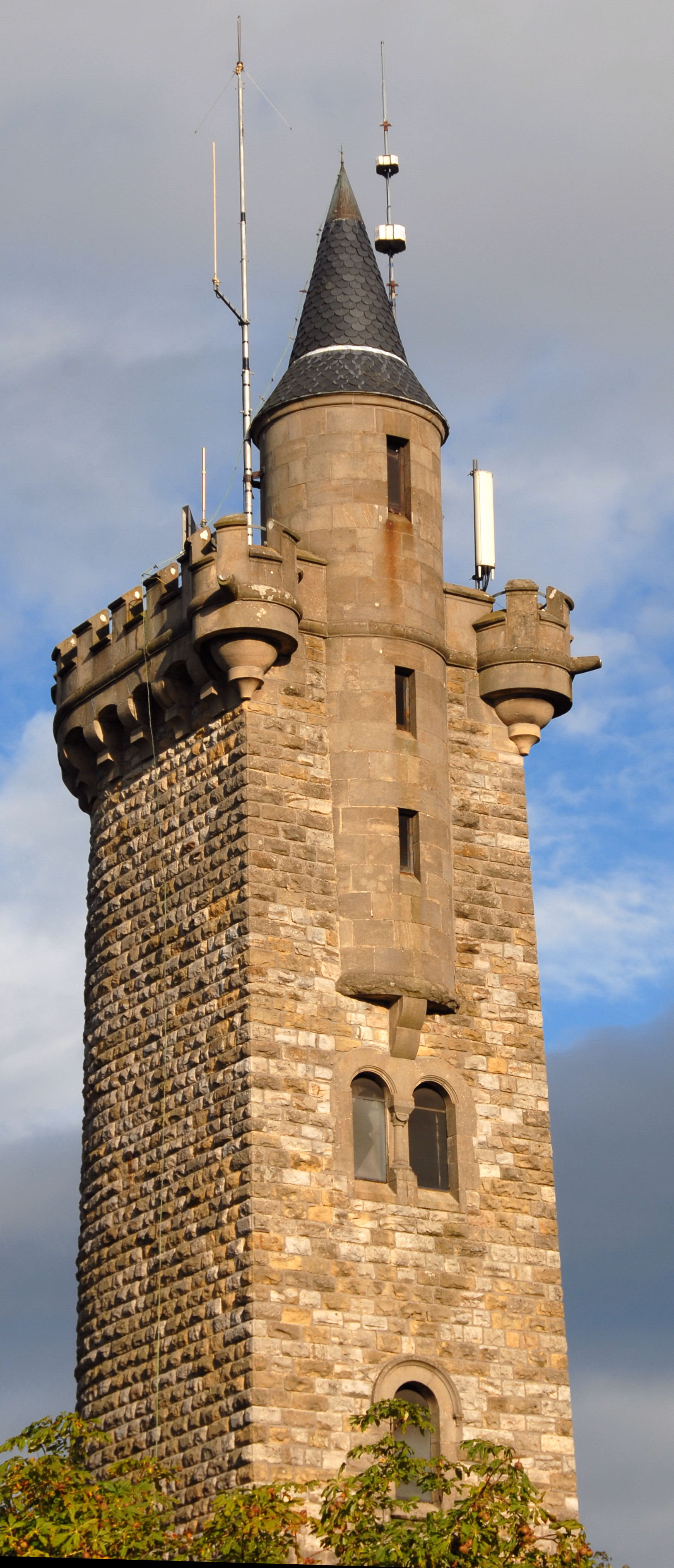
Alter nur ein Jahr genutzter Wasserturm vom Limpertsberg